# Kaliniec
Kaliniec (do 1962: Dzielnica Górnośląska) – lewobrzeżne osiedle Kalisza położone na południowy zachód od Śródmieścia, ograniczone ulicami Polną, Górnośląską, Serbinowską i aleją Wojska Polskiego. Graniczy z osiedlem Adama Asnyka, Serbinowem, Widokiem i Rogatką. W granicach administracyjnych od 1906 r.; pełni funkcje mieszkaniowo-usługowe.
Nazwa osiedla pochodzi od nazwy Kalisza w powieści Noce i dnie (1931–1934) Marii Dąbrowskiej i została nadana w 1962. W powieści Kaliniec nazwany jest Oczkowem.
W 1919 otwarto Miejską Szkołę im. Emila Repphana, wzniesioną przy ul. Polnej z fundacji Emila Repphana.
W latach 1977–2010 przy ulicy Górnośląskiej 53–55 działał trzygwiazdkowy hotel Orbis „Prosna”. 7-kondygnacyjny budynek wyburzono na przełomie 2013 i 2014, a w jego miejscu stanął supermarket Lidl.